# جاسم محمد حاجی
جاسم محمد حاجی (عربی: جاسم محمد حاجي؛ زادهٔ ۳ مهٔ ۱۹۸۴) بازیکن فوتبال اهل عراق است.
از باشگاه‌هایی که در آن بازی کرده‌است می‌توان به باشگاه ورزشی دهوک اشاره کرد.
وی همچنین در تیم‌های ملی فوتبال عراق و کردستان عراق بازی کرده‌است.